# Nash Huot-Marchand
Nash Huot-Marchand, född 4 juli 2006 i Briançon, är en fransk alpin skidåkare.

## Karriär
I januari 2024 tog Huot-Marchand guld i storslalom och brons i slalom vid ungdoms-OS i Gangwon. Han är den totalt fjärde alpina skidåkaren att vinna ett guld vid ungdoms-OS efter Clara Direz och Estelle Alphand som tog guld 2012 samt Auguste Aulnette som tog guld 2020.